# Hármashatár-hegy
Le Hármashatár-hegy ([ˈhaːɾmɒʃhɒtaːɾ ˈhɛɟ]) est un sommet de Budapest, en plein cœur des collines de Buda, délimité par les vallées de l'Ördög-árok et du Danube, la vallée de Solymár et le bassin de Pesthidegkút. Situé dans le quartier éponyme de Hármashatárhegy, son sommet est coiffé d'une tour de télévision. Son flanc occidental accueille un aérodrome.